# Caudipteryx
Caudipteryx („opeřený ocas“) byl rod drobného teropodního dinosaura, který žil v období spodní křídy (asi před 124,6 miliony let) na území dnešní Číny. Patřil k tzv. opeřeným dinosaurům, výjimečně zachovaným dinosauřím fosiliím s pernatým pokryvem těla.

## Popis
Tento dinosaurus vykazoval enormní ptačí vzhled a je často zobrazován jako důkaz příbuznosti ptáků s dravými dinosaury. Pera byla dobře vyvinutá, ale krátká a tak Caudipteryx téměř jistě nelétal. Studie z roku 2010 odhalila, že pera nebyla pro aktivní let dostatečně vyvinutá. Z fosílií nalezených v Liao-ningu se dá usoudit, že kaudipteryx měl vedle dlouhého peří na předních končetinách taky jemné krátké peří po těle. Měl kulatou hlavu a dlouhé ostré zuby, které směřovaly spíše vpřed než dolů. Je pravděpodobné, že tvořily část primitivního zobáku. Při délce kolem 65 až 90 centimetrů vážil tento dinosaurus asi 2,2 až 2,5 kilogramu. Podle nových modelů dokázal tento opeřený dinosaurus mávat svými křídly a tím zlepšovat své běžecké schopnosti (nebo zvládat šplhání po nakloněných plochách a kmenech stromů).

## Paleoekologie
Díky jeho dlouhým nohám se předpokládá se, že kaudipteryx uměl rychle běhat a lovit hmyz či malé živočichy. Stejně jako u dnešních ptáků se v kaudipteryxově žaludku našly malé oblázky – tzv. gastrolity, které pomáhají rozmělňovat potravu. Je možné, že kaudipteryx si pomáhal při běhu svými křídly. Ty mohly sloužit při manévrování, rychlém zatáčení apod. Výzkum z roku 2019 tento názor potvrzuje, odhadnutá aerodynamická síla vzniklá máváním křídel dinosaura při běhu je však podle podrobných simulací a modelování relativně malá.
V současnosti známe dva druhy tohoto rodu, a sice C. zoui (typus) a C. dongi, popsaný v roce 2000 (součást tzv. Jeholské bioty).

## Zajímavosti
V září 2021 byla publikována vědecká práce, podle níž se ve fosilních pozůstatcích buněk tohoto dinosaura dochovaly zbytky původních buněčných jader.

Velikost kaudipteryxe ve srovnání s velikostí člověka
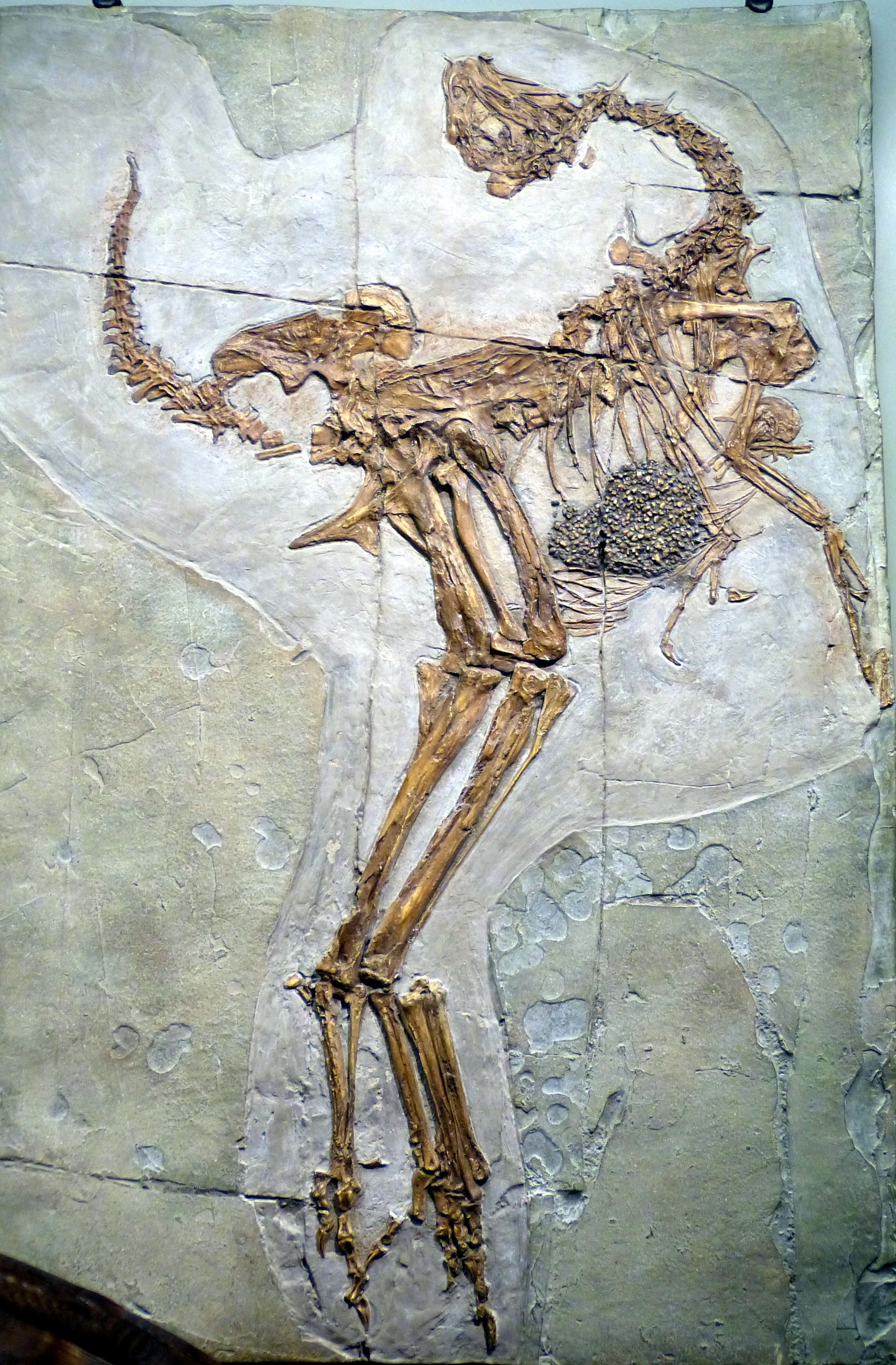
Fosilie druhu Caudipteryx zoui